# قائد القوات البرية الجزائرية
قائد القوات البرية هو رئيس الأركان، وهو أعلى ضابط في سلسلة القيادة، للقوات البرية الجزائرية.
القائد الحالي للقوات البرية هو اللواء عمار عثامنية ، منذ 10 مارس 2020 بعد وفاة الفريق أحمد قايد صالح عين اللواء السعيد شنقريحة رئيس أركان الجيش الوطني الشعبي,

## قائمة أسماء قادة القوات البرية
- اللواء خالد نزار (1986-1988)
- الجنرال ليامين زروال (1988-1990)
- اللواء محمد العماري (1990-1992)
- اللواء خليفه رحيم (1992-1994)
- اللواء أحمد قايد صالح (1994-2004)
- اللواء أحسن طافر(2004-2018)
- اللواء السعيد شنقريحة (2018-2020)
- اللواء عمار عثامنية (2020-الآن)[3]